# Tateyama
Pour les articles homonymes, voir Tateyama (homonymie).
Tateyama (館山市, Tateyama-shi) est une ville située dans la préfecture de Chiba, au Japon.

## Géographie

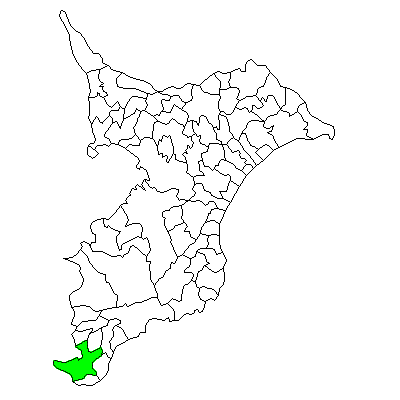
Situation de Tateyama dans la préfecture de Chiba.

### Situation
Tateyama est située à l'extrémité sud de la péninsule de Bōsō, face à l'océan Pacifique au sud, et à l'entrée de la baie de Tokyo à l'ouest.

### Démographie
En 2010, la population de la ville de Tateyama était de 49 315 habitants pour une superficie de 110,21 km2. Elle était de 44 183 habitants en août 2022.

### Climat
Tateyama a un climat subtropical humide caractérisé par des étés chauds et des hivers frais avec peu ou pas de chutes de neige. La température moyenne annuelle à Tateyama est de 16,2 °C. La pluviométrie annuelle moyenne est de 1 845,9 mm, octobre étant le mois le plus humide.

## Histoire
Tateyama est un lieu important pour l'histoire japonaise. À l'issue de la Seconde Guerre mondiale, après la signature du traité marquant la défaite du Japon, c'est à Tateyama que les premières troupes américaines posèrent le pied en terre nippone. C'était la première fois de son histoire que le Pays du Soleil levant était « envahi ».
Le territoire actuel de Tateyama faisait partie de l'ancienne province d'Awa, dominée par le clan Satomi pendant l'époque Sengoku, qui régnait depuis le château de Tateyama. A l'époque d'Edo, la majeure partie du territoire faisait partie du domaine de Tateyama. Le bourg moderne de Tateyama est créé le 1er avril 1889. Il obtient le statut de ville le 3 novembre 1939.

## Culture locale et patrimoine
- Château de Tateyama
- Awa-jinja
- Nago-dera

## Transports
Tateyama est desservie par les routes nationales 127 (国道127号), 410 (国道410号) et 465 (国道465号).
La ville est desservie par la ligne Uchibō de la JR East. La gare de Tateyama est la principale gare de la ville.

## Symboles municipaux
Le symbole de la ville de Tateyama est le camélia du Japon.

## Jumelage
Tateyama est jumelée avec :
- Bellingham (États-Unis),
- Port Stephens (Australie).